# محوطه شاه نشین تپه تماجان
محوطه شاه‌نشین تپه تماجان مربوط به دوران پیش از تاریخ ایران باستان تا دوران‌های تاریخی پس از اسلام است و در شهرستان املش، حدفاصل روستای تماجان به قلعه تماجان واقع شده و این اثر در تاریخ ۲ آبان ۱۳۸۲ با شمارهٔ ثبت ۱۰۶۵۷ به‌عنوان یکی از آثار ملی ایران به ثبت رسیده است.